# Ferran Busquets i Forés
Ferran Busquets i Forés   (Barcelona, 18 de desembre de 1974) és un enginyer informàtic català. Fou el director de la Fundació Arrels des del setembre de 2012 fins al juny de 2024. També és vocal de la Junta Directiva de les Entitats Catalanes d'Acció Social, i membre del consell directiu i del patronat de la Fundació Mambré.
Enginyer Superior en Informàtica i postgrau en Mediació social, ha treballat professionalment durant més de 10 anys a l'empresa privada en temes relacionats amb les bases de dades. En paral·lel a la seva tasca professional, i de manera ininterrompuda, ha estat voluntari en diverses entitats socials, en àmbits com les drogodependències, la presó, sobre els països del sud, i també oferint suport tecnològic a organitzacions.